# Dewar Cup 1973
Il Dewar Cup 1973 è stato un torneo di tennis giocato sul sintetico indoor. È stata la 6ª edizione del Dewar Cup, che fa parte del Commercial Union Assurance Grand Prix 1973. Si è giocato a Londra in Gran Bretagna, dal 12 al 18 novembre 1973.

## Campioni

### Singolare
Tom Okker ha battuto in finale  Ilie Năstase con il punteggio di 6–3 6–4

### Doppio
Mark Cox /  Owen Davidson hanno battuto in finale  Gerald Battrick /  Graham Stilwell con il punteggio di 6–4, 8–6